# Ассирійське мистецтво

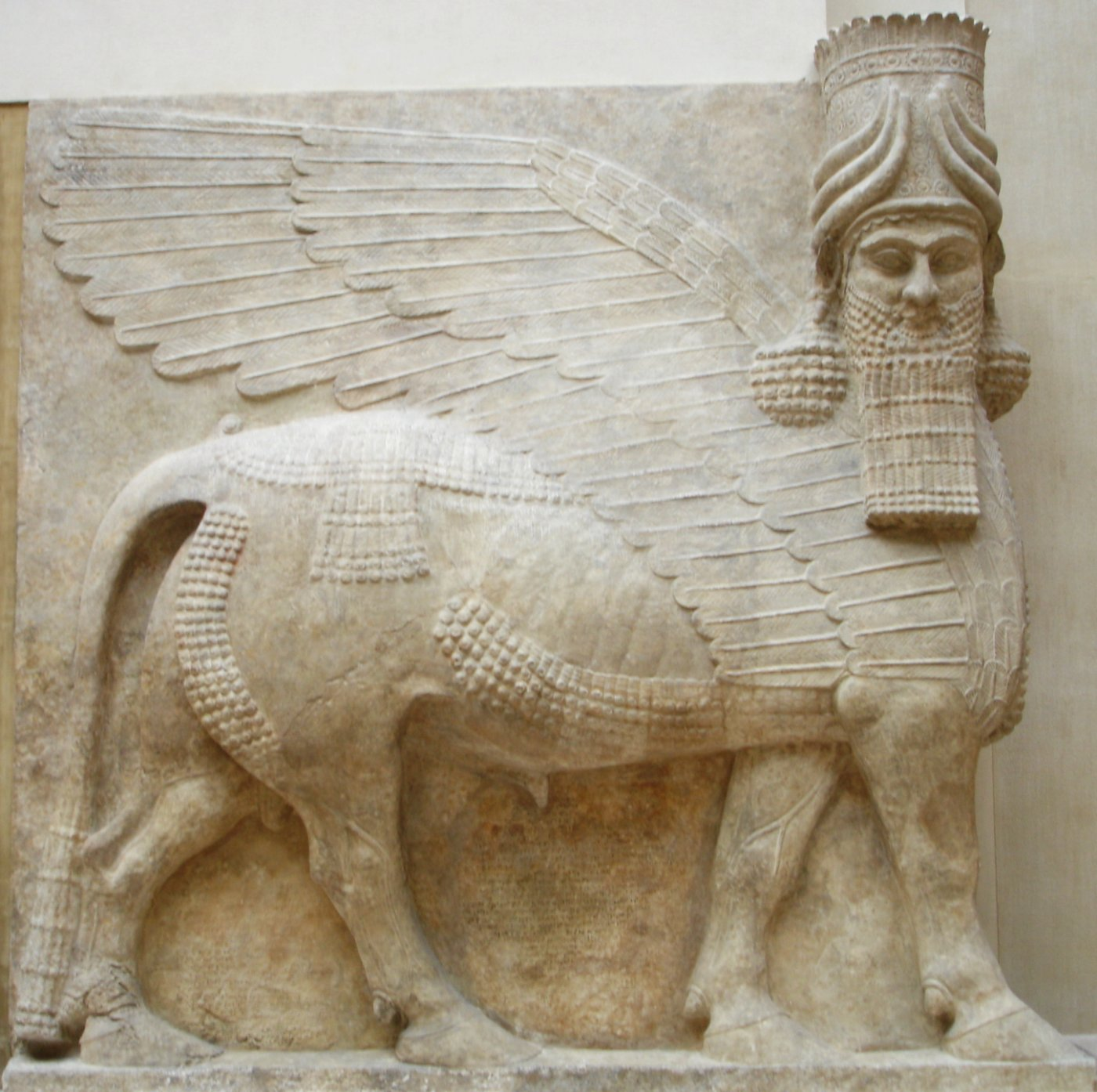
Крилатий людинобик з Дур-Шаррукіна — «шеду». Східний інститут, Чикаго, США

Ассирі́йське мисте́цтво — мистецтво стародавньої Ассирії, що існувало з 3-го тисячоліття до 7 століття до н. е.
Розквіт ассирійського мистецтва припадає на 9—7 століття до н. е.
Ассирійське мистецтво в основному представлено архітектурою — будівництво палаців-фортець та міст. Характерним пам'ятником ассирійського мистецтва був палац Саргона II в Хорсабаді (колишнє місто Дур-Шаррукін), руїни якого розкопані. Цей палац споруджено у 8 ст. до н. е. на двох насипах (вис. 14 м) і обнесено фортечним муром з баштами. Над храмовою спорудою височіла зикурат — башта, що складалась з терас і завершувалась святилищем. На порталах було зображено крилатих биків з чоловічими головами (вис. 3—4 м). Палац було прикрашено також розписами і численними рельєфами з зображенням сцен війни та придворного життя (пл. 6 000 м²).
Типові риси ассирійського мистецтва властиві всьому мистецтву Стародавнього Сходу: боги та царі зображалися у більшому розмірі, ніж інші особи; для підкреслення фізичної сили персонажів м'язи збільшувалися.
Шедеврами ассирійського мистецтва є експресивні зображення поранених та вмираючих левів з рельєфів палацу Ашшурбаніпала (669—633 до н. е.) в Ніневії. В ассирійському мистецтві були поширені також художні вироби з дерева, бронзи, слонової кістки, полив'яні кахлі.
Ассирійське мистецтво впливало на розвиток мистецтва інших країн, зокрема Урарту.
Статуї крилатого бика (шеду) з палацу Саргона II в Дур-Шаррукіні.

## Галерея

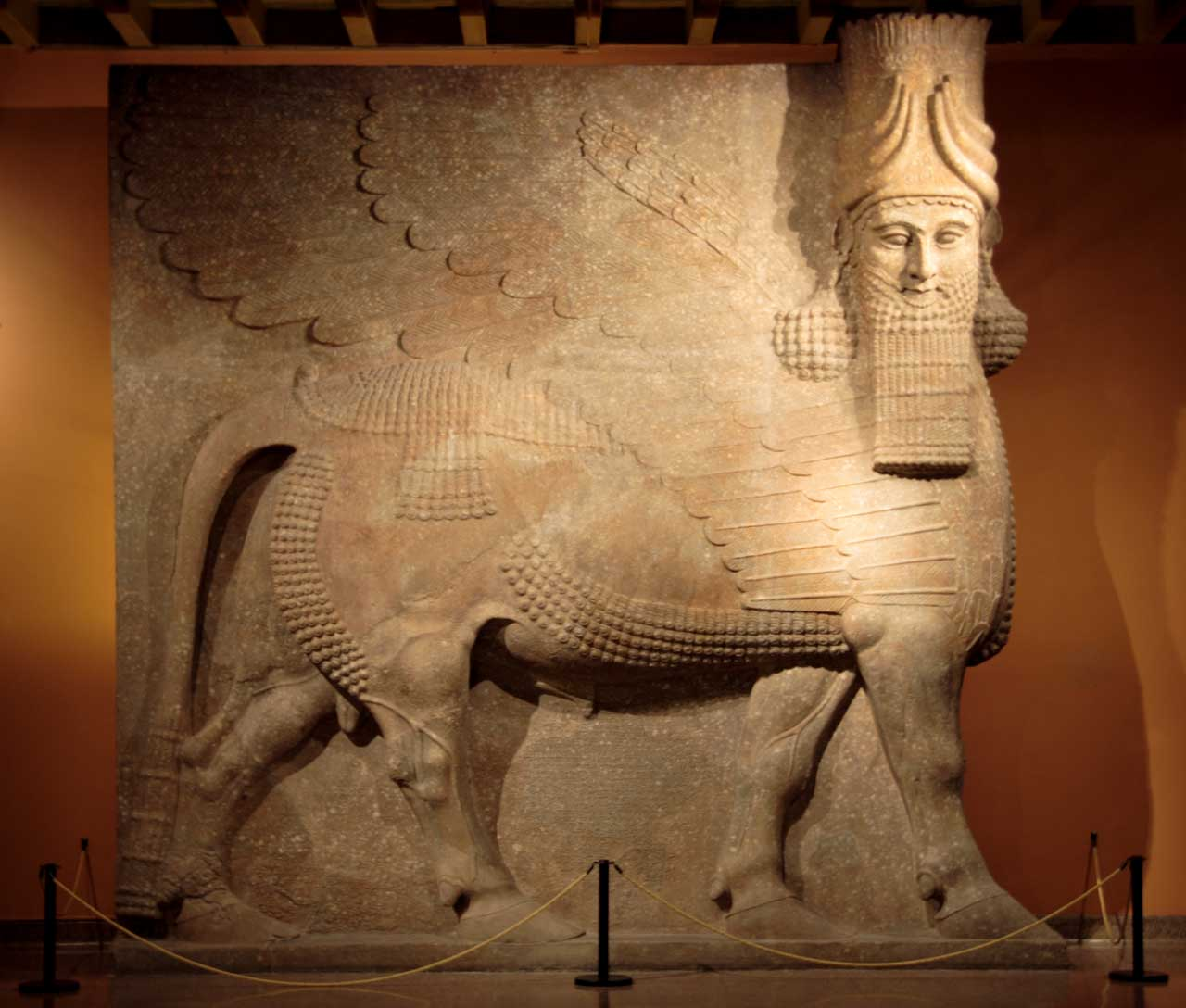
Крилатий людинобик з Дур-Шаррукіна — «шеду». Східний інститут, Чикаго, США
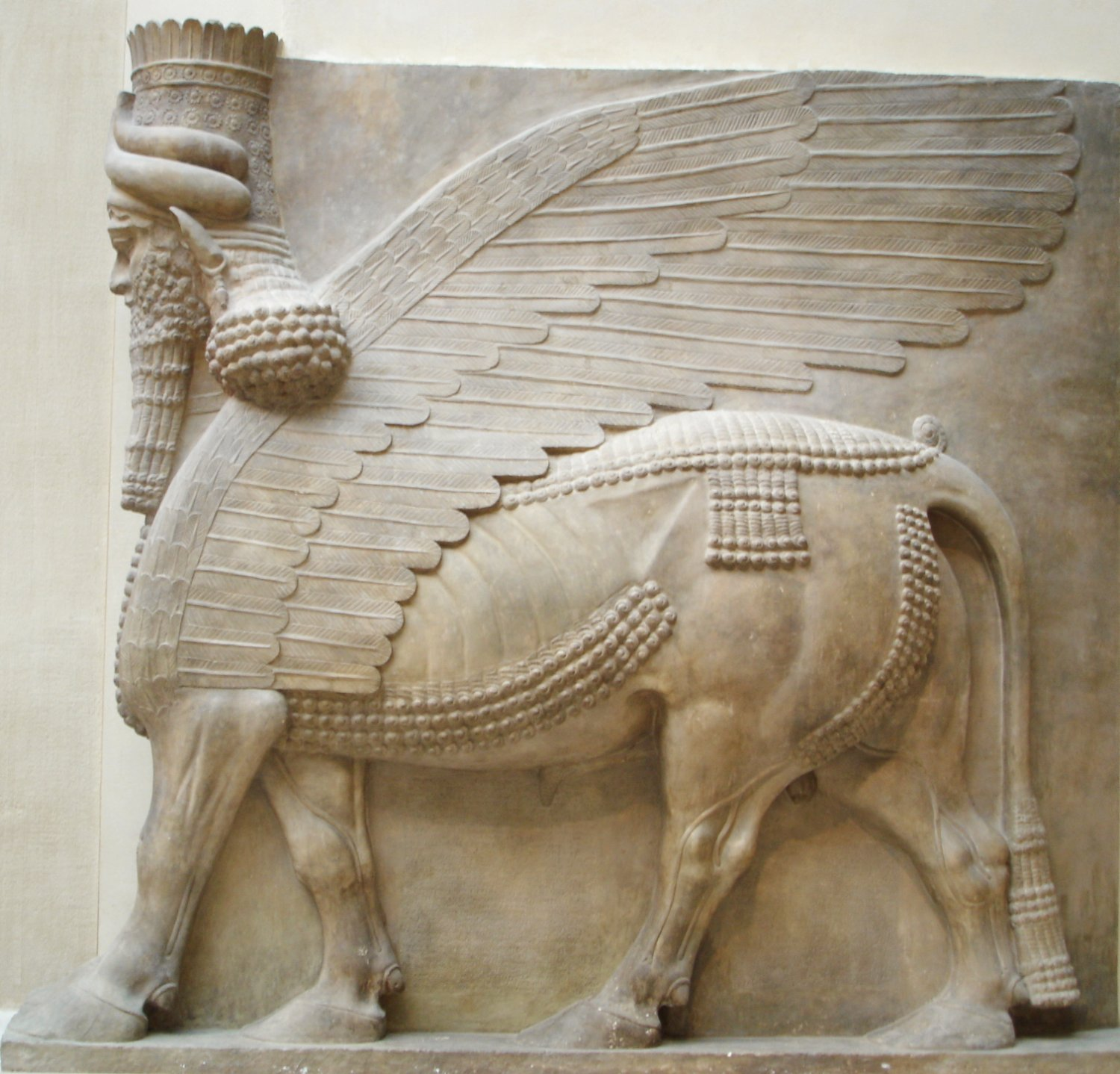
Крилатий людинобик
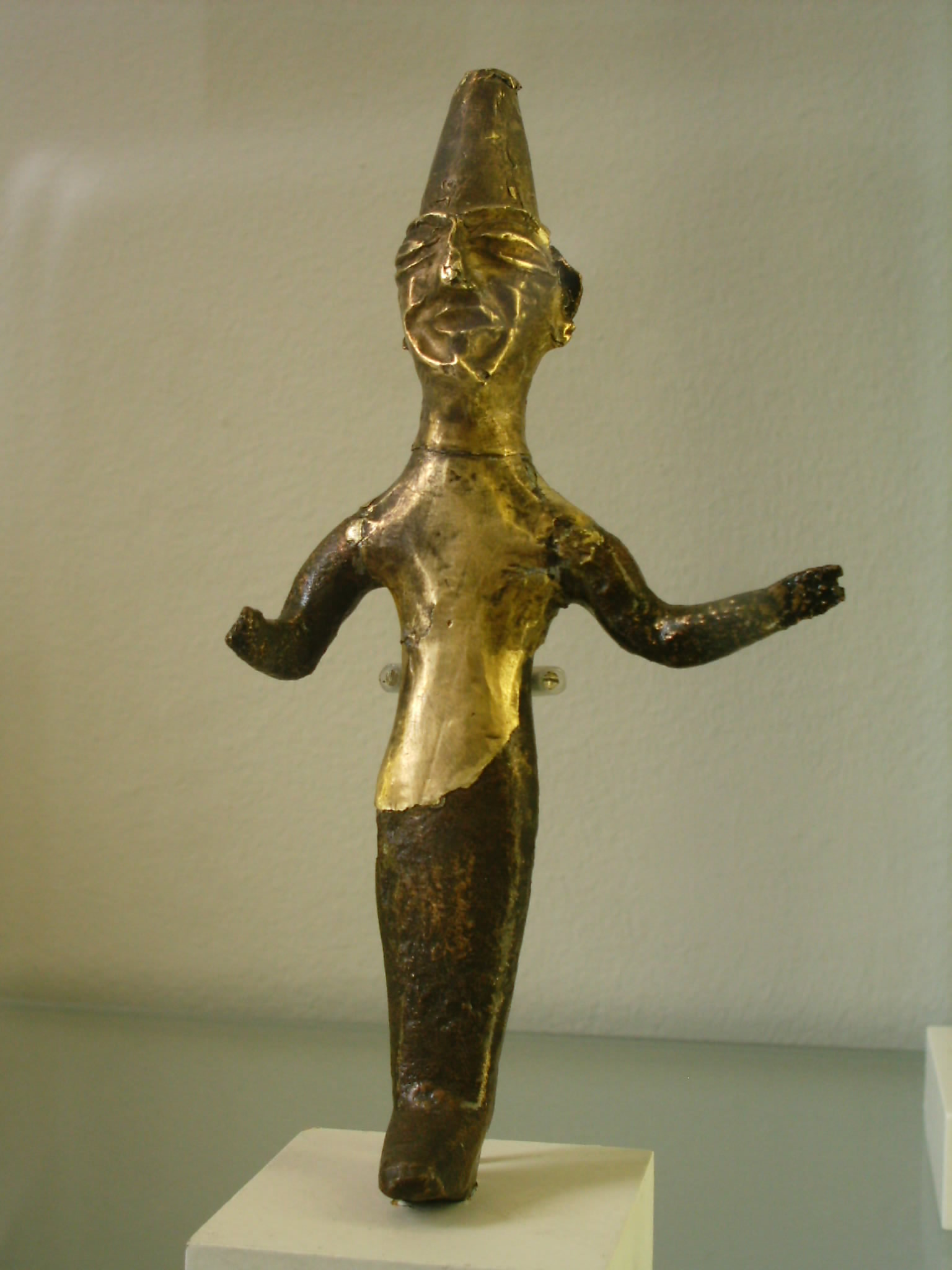
Статуетка, бронза
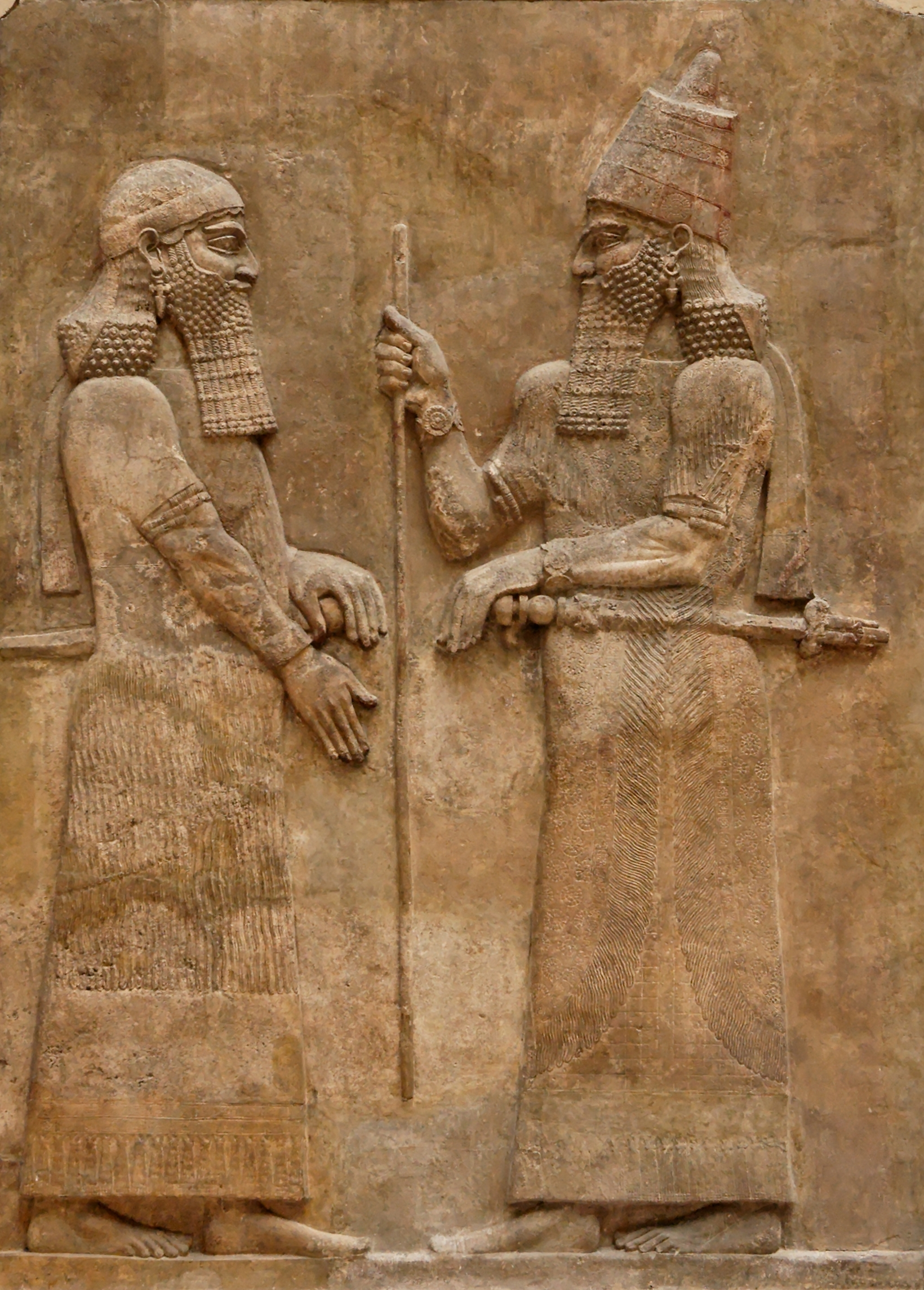
Саргон II, Лувр
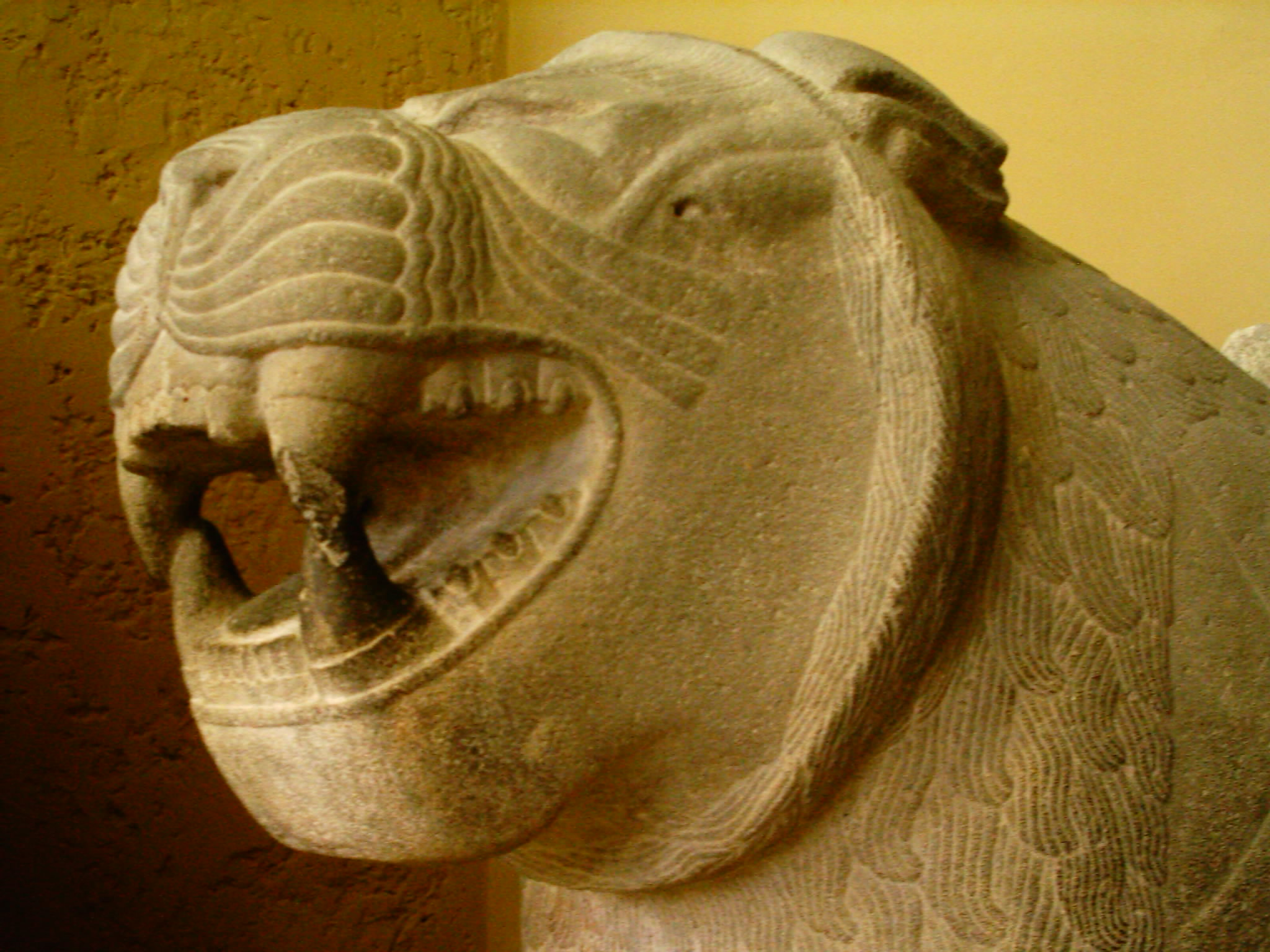
Леви — невід'ємний атрибут мистецтва Ассирії
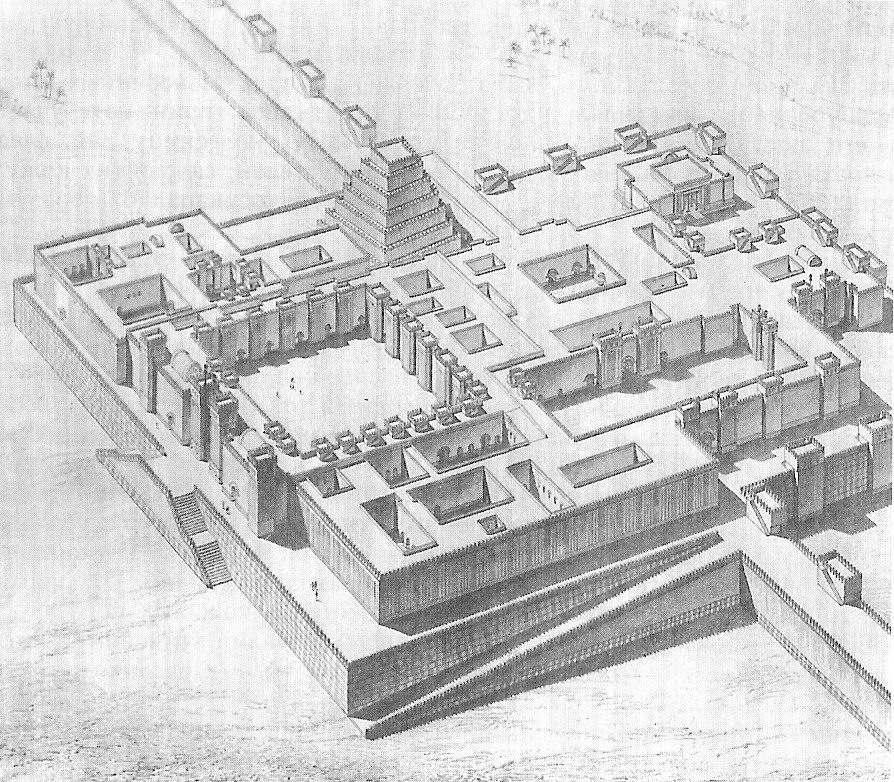
Палац Саргона II в Дур-Шаррукіні (реконструкція)
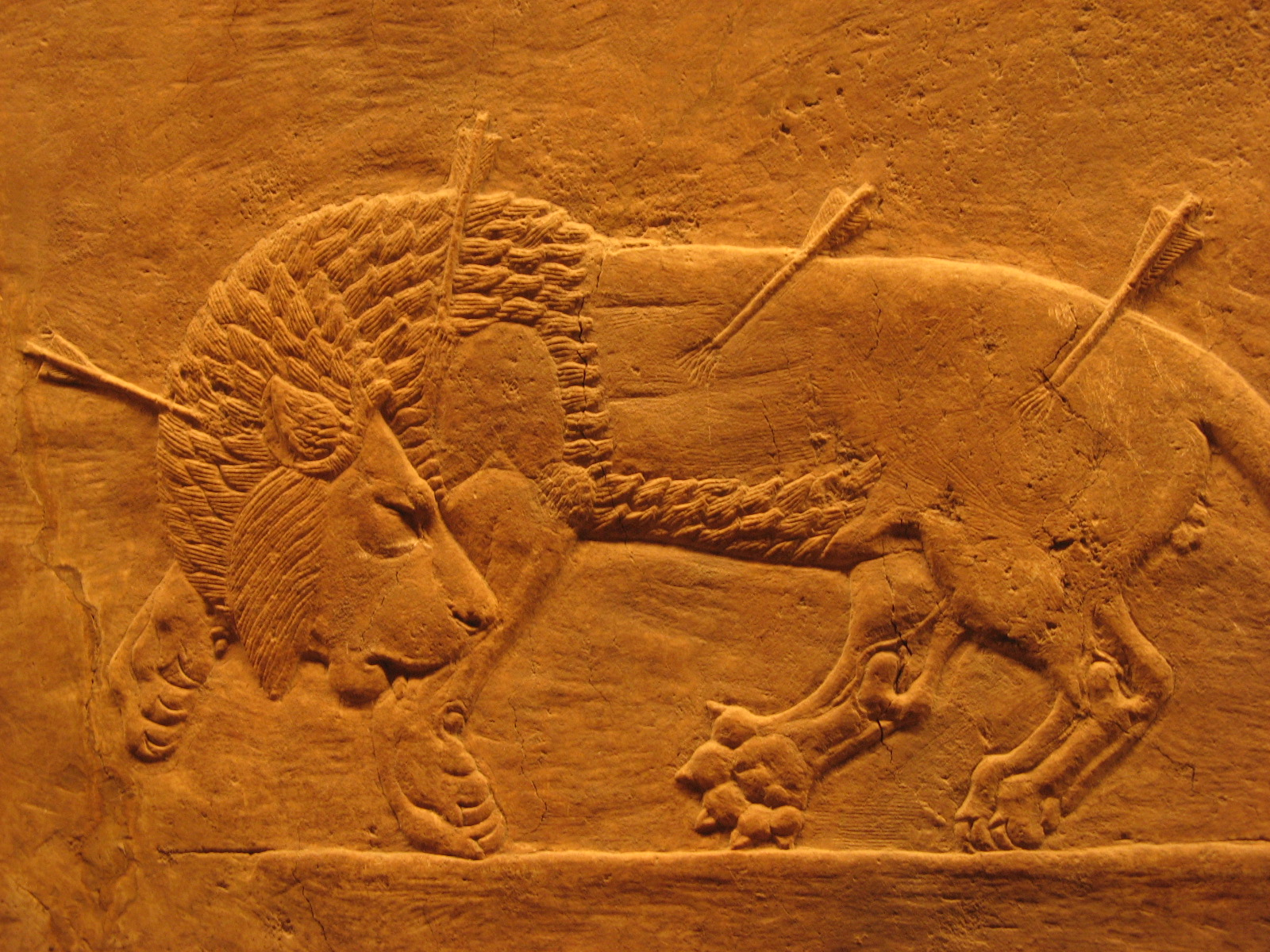
Поранений лев, рельєф палацу в Ніневії
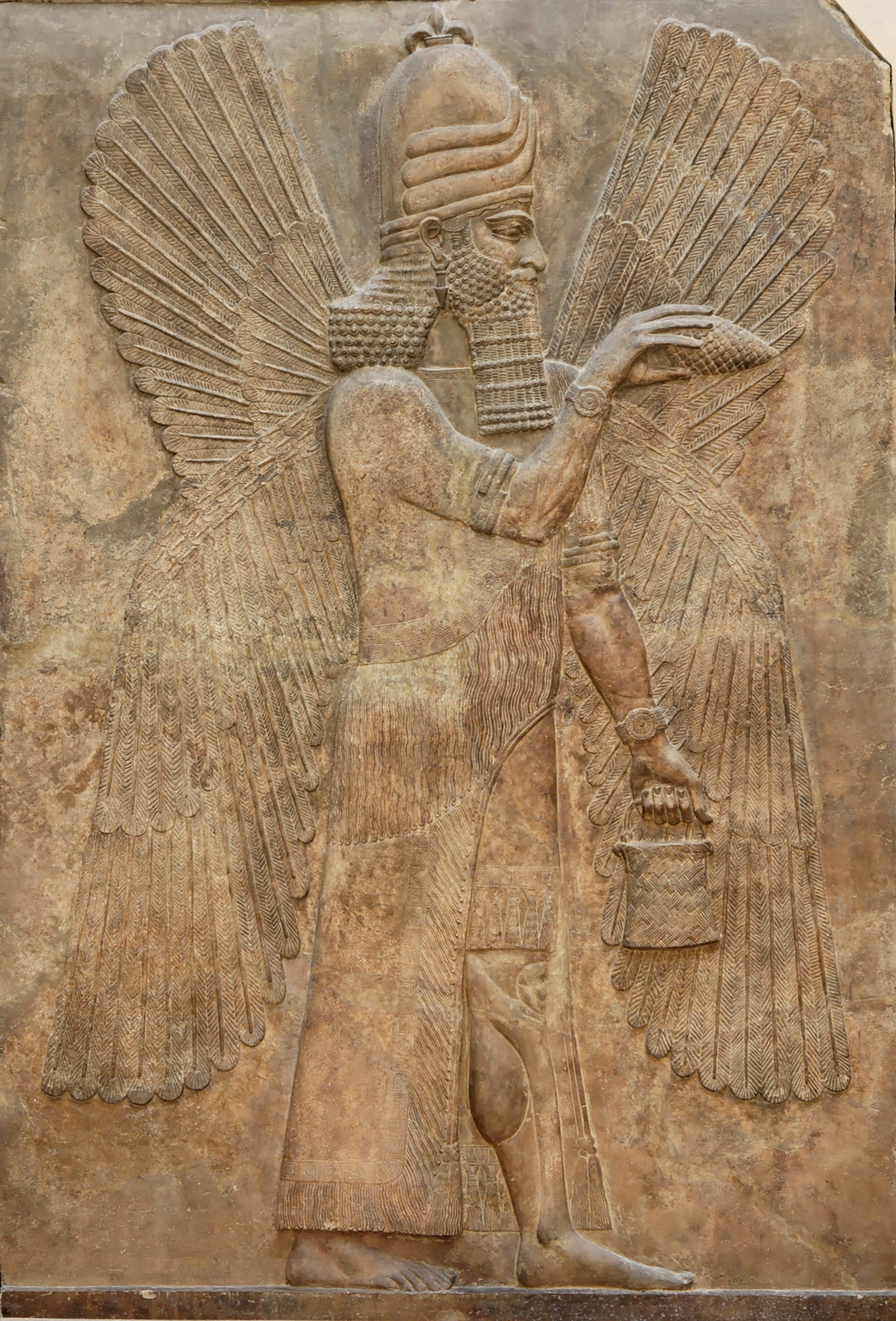
Джин, що благословляє, Хорсабад
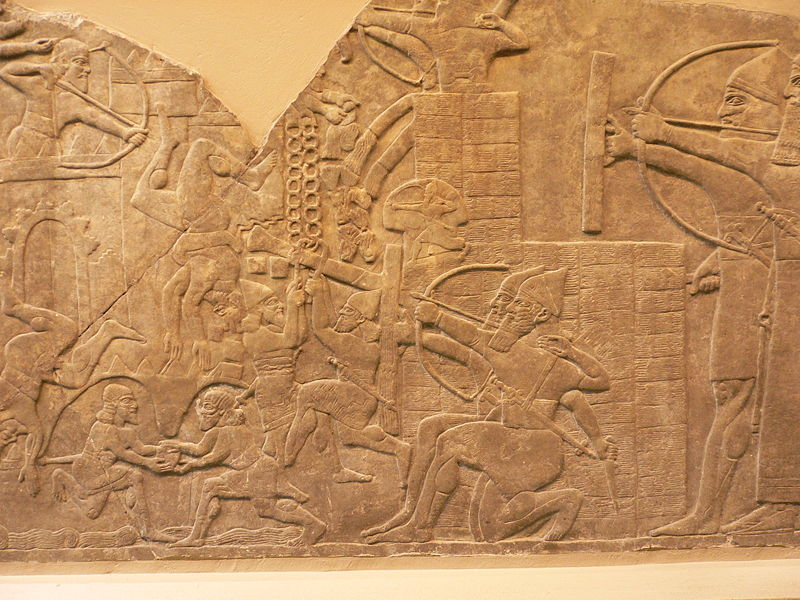
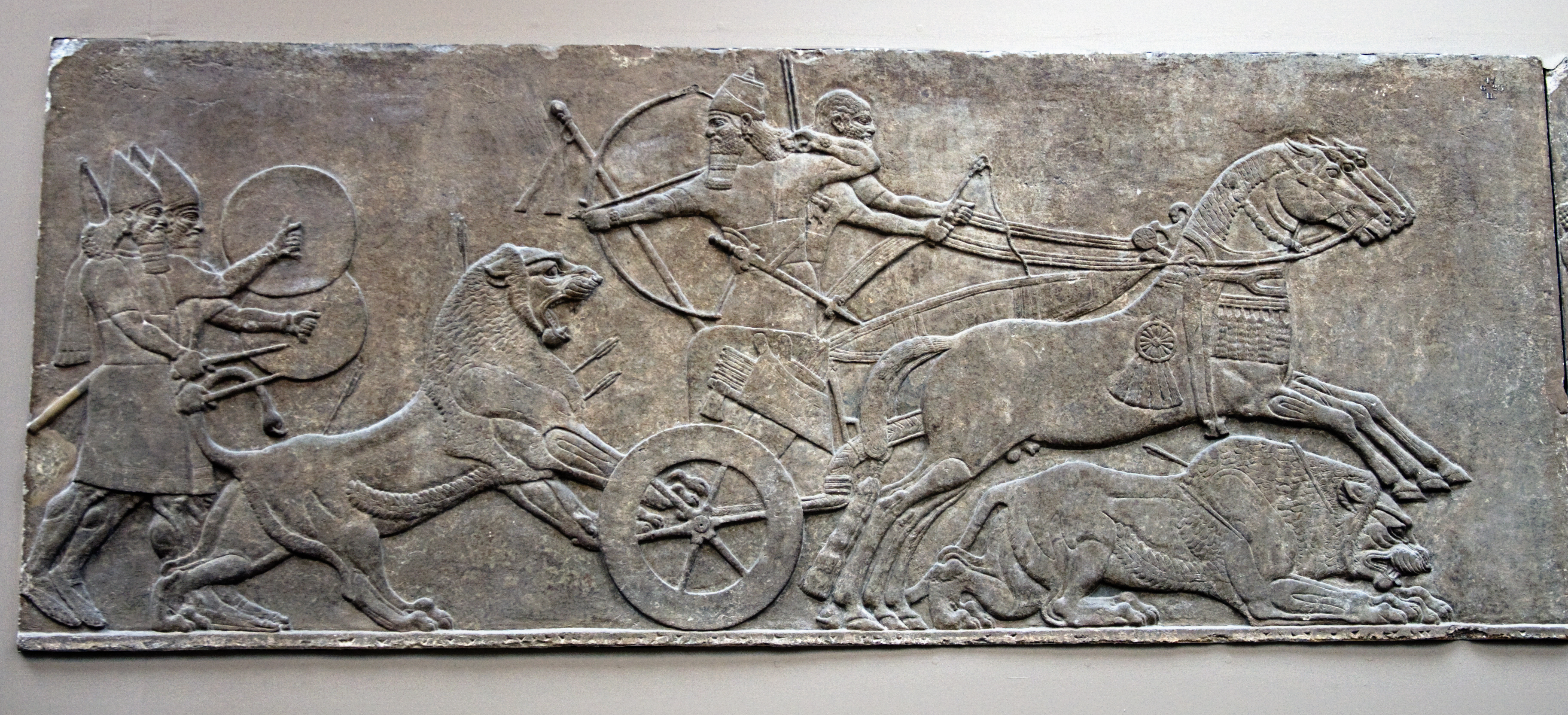
Ашурбаніпал Другий женеться за левом
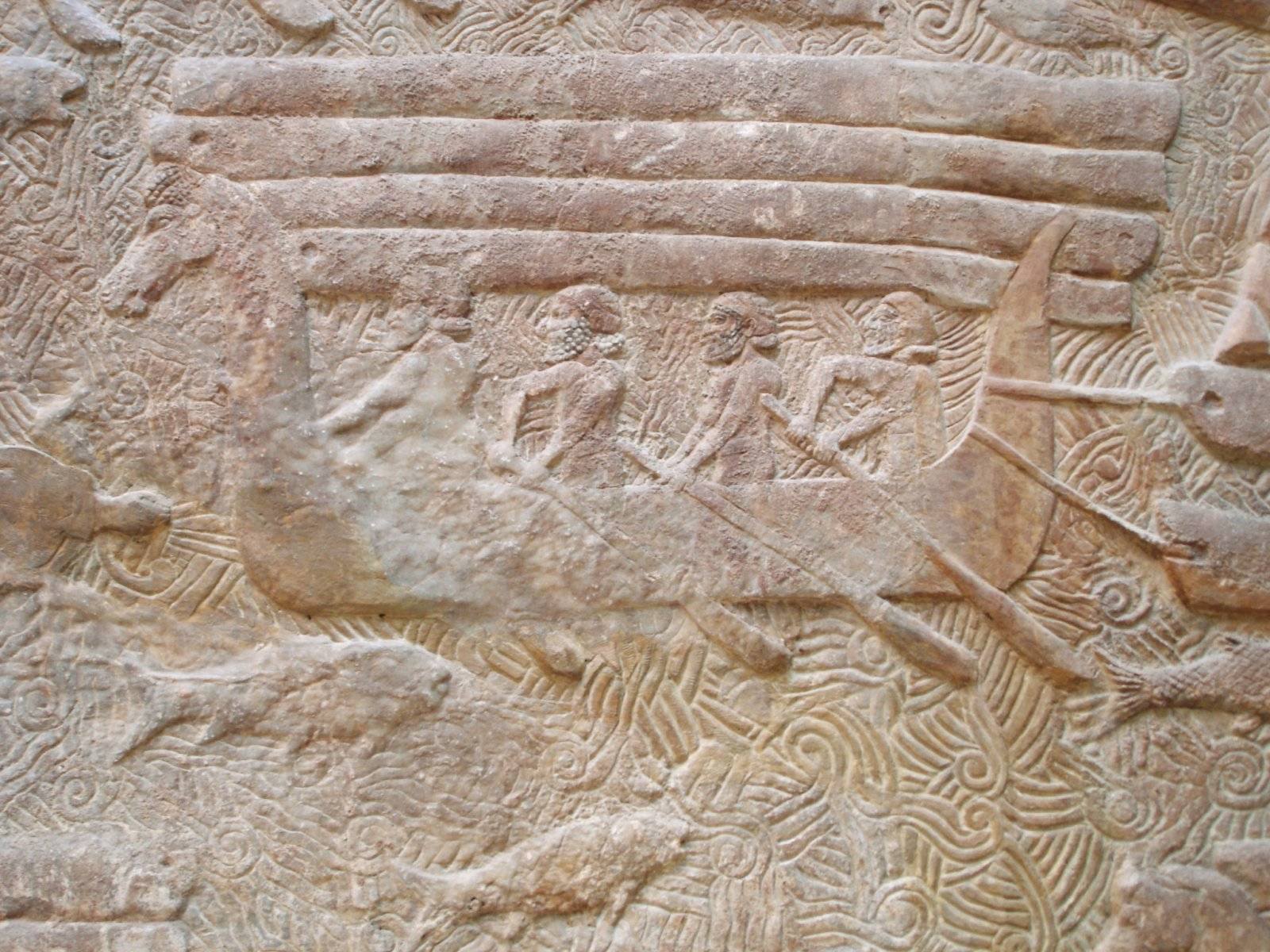
Корабель перевозить ліванський кедр, деталь палацу Саргона Другого, Лувр
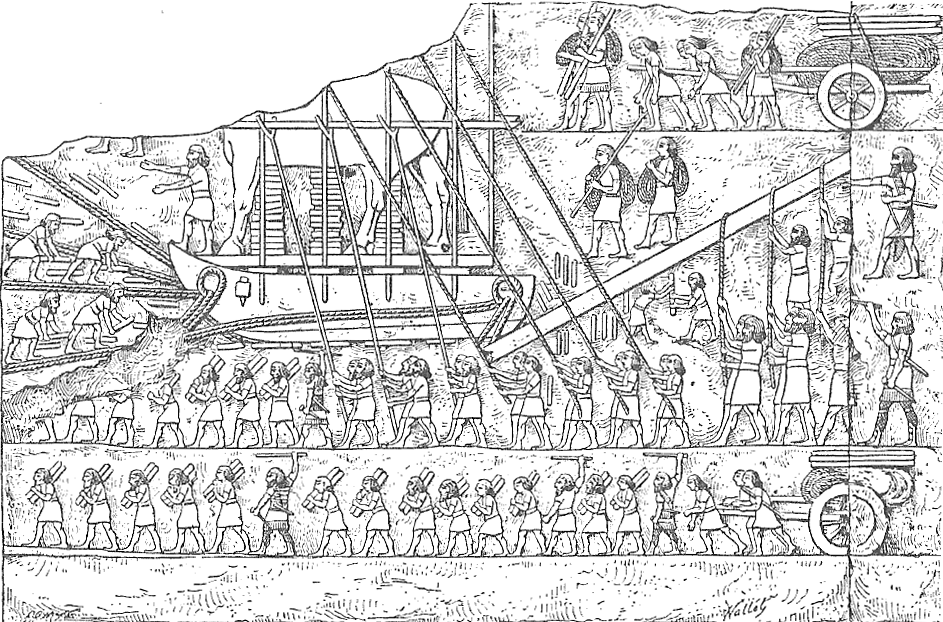
Бичачий транспорт
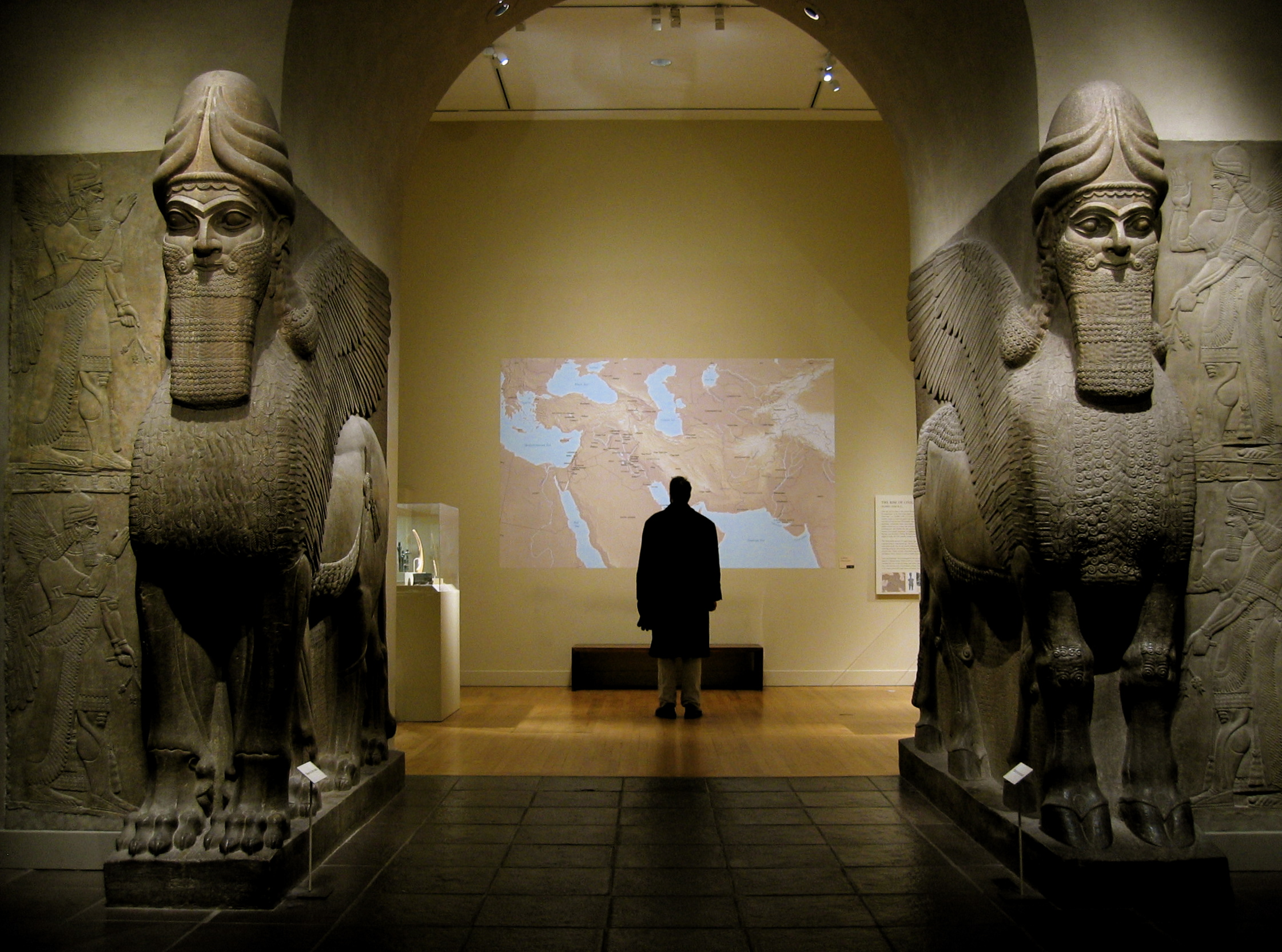
Ворота Німруду
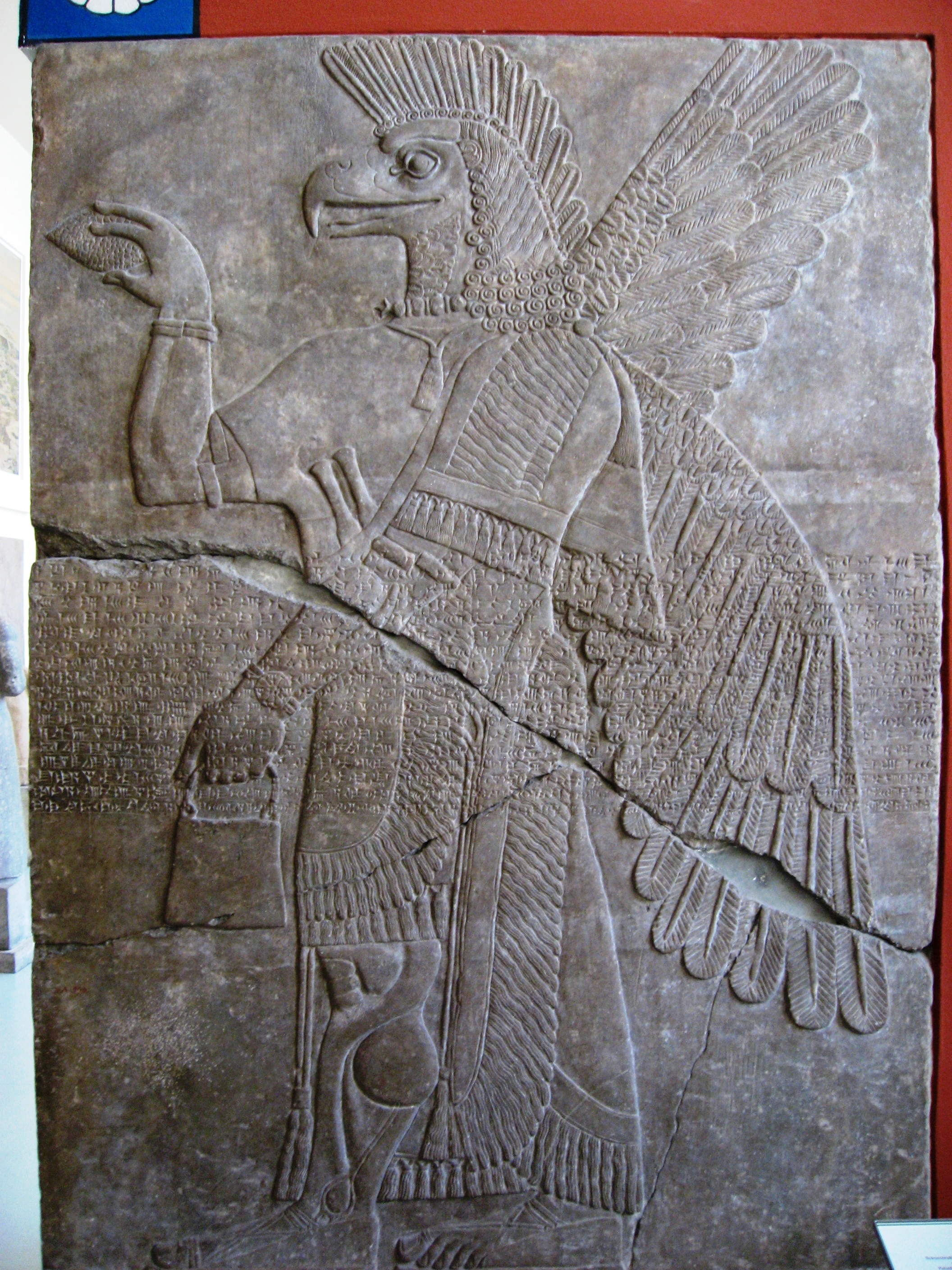
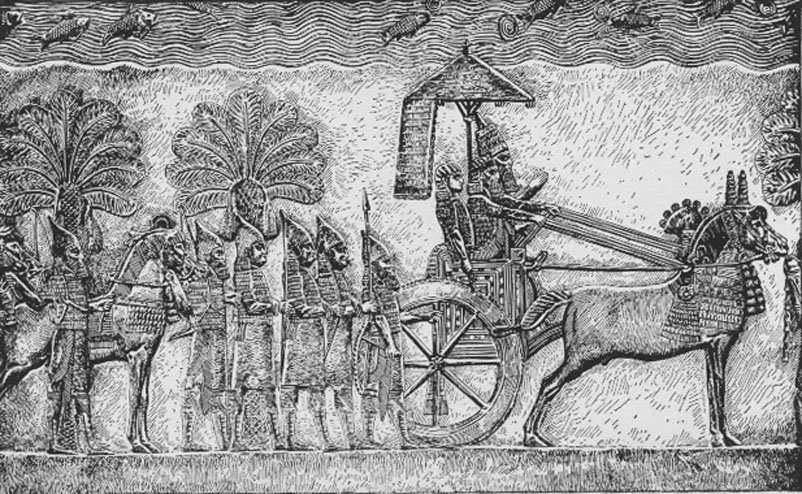
Сін-аххе-еріба на колісниці
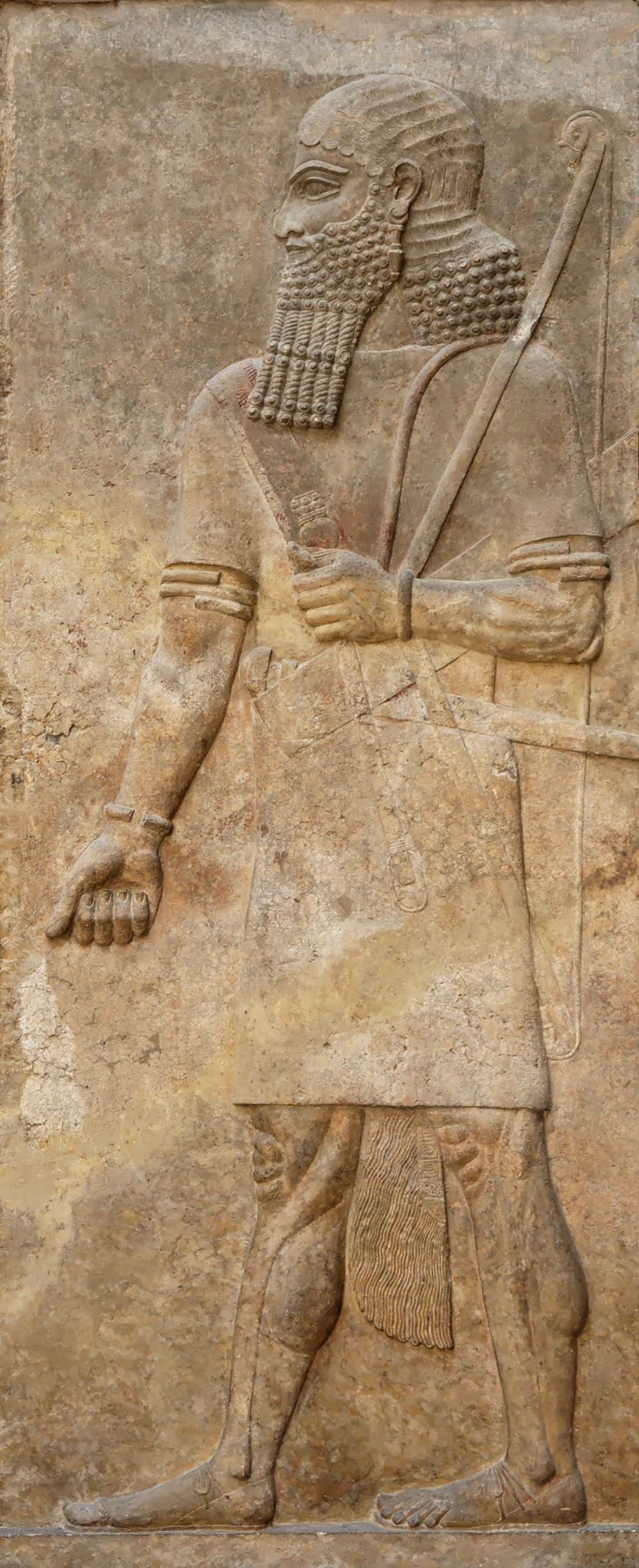
Ассирійський лучник, барельєф з Дур-Шаррукіна
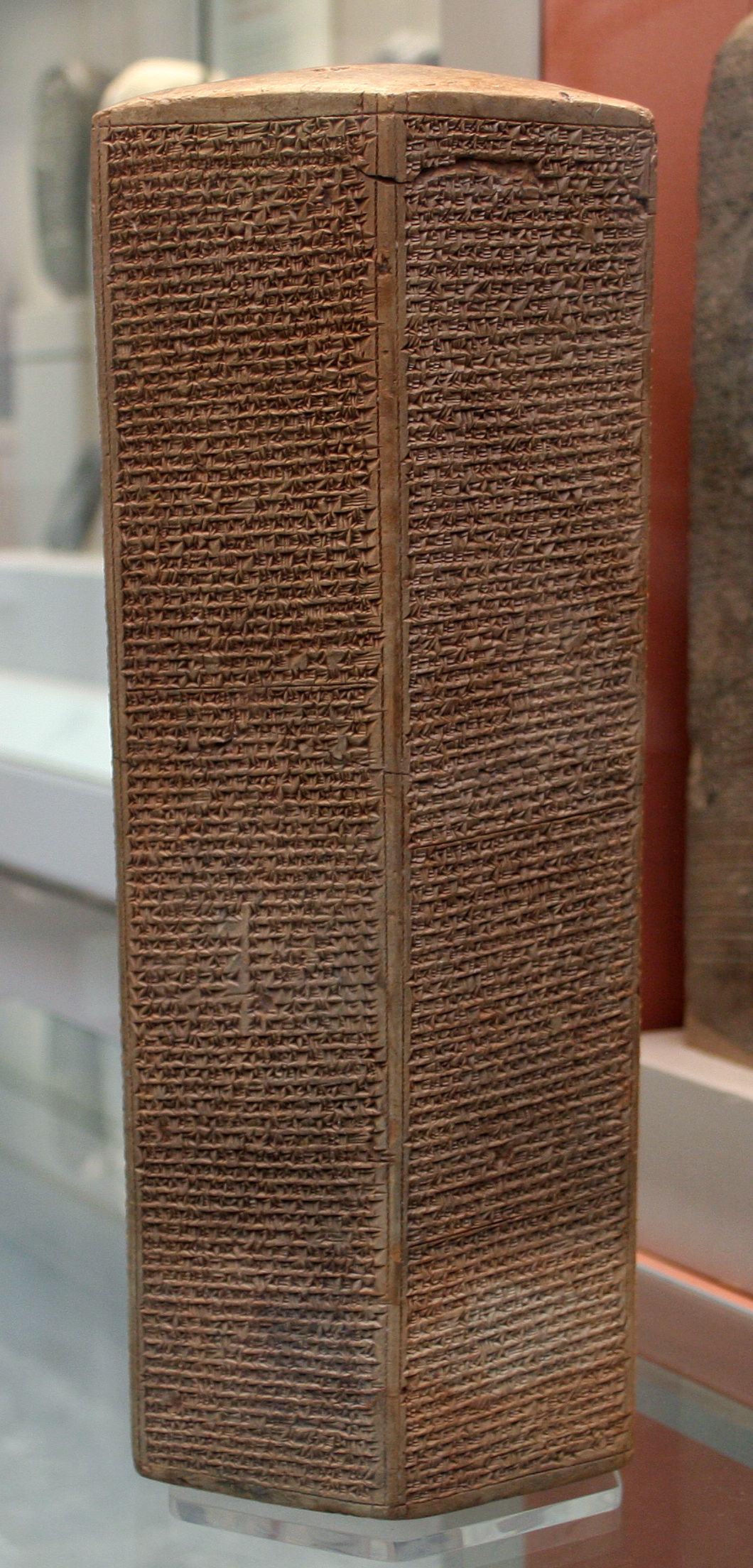
Так звана призма Тейлора з аналоми Сін-аххе-еріби
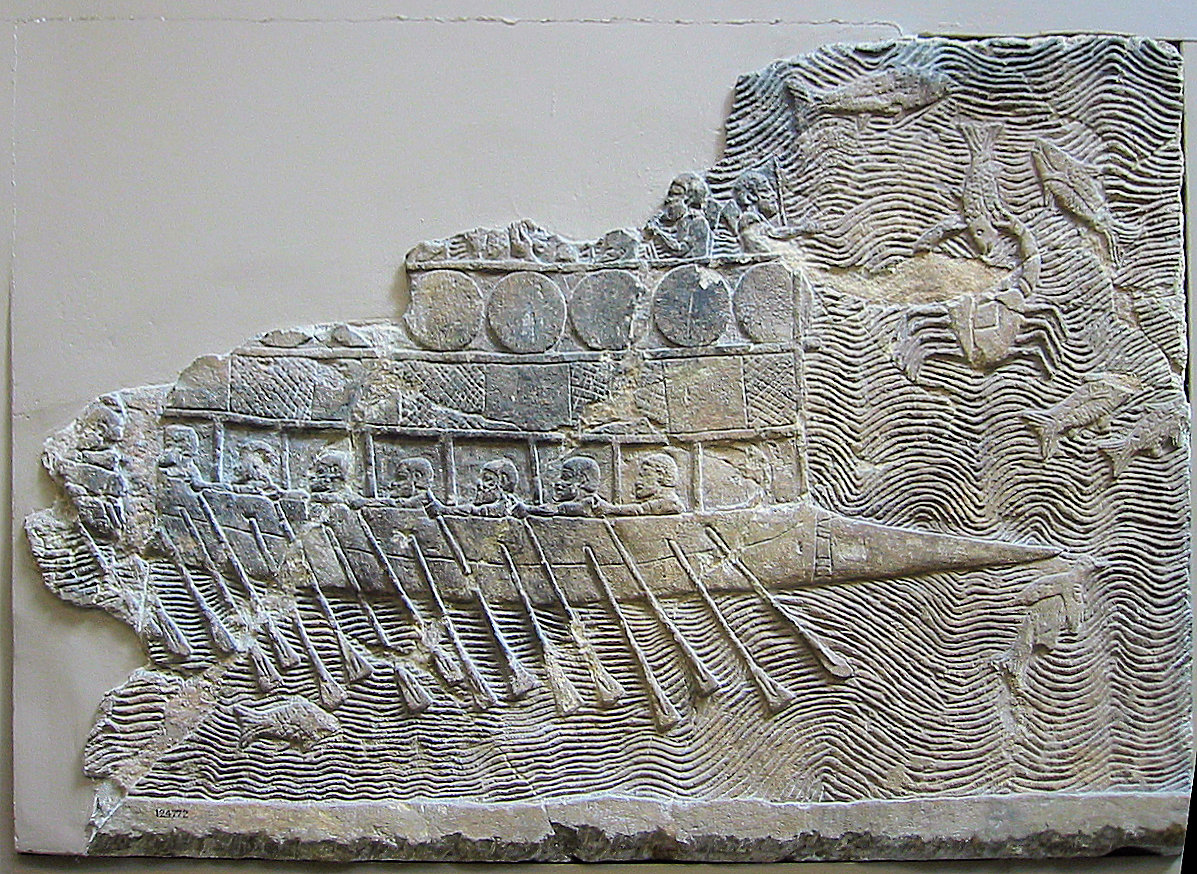
Ассирійський дворядний бойовий корабель
Сін-аххе-еріба на полюванні, барельєф з Ніневії

## Ассирія. Сцени царського полювання (Британський музей, рельєфи)

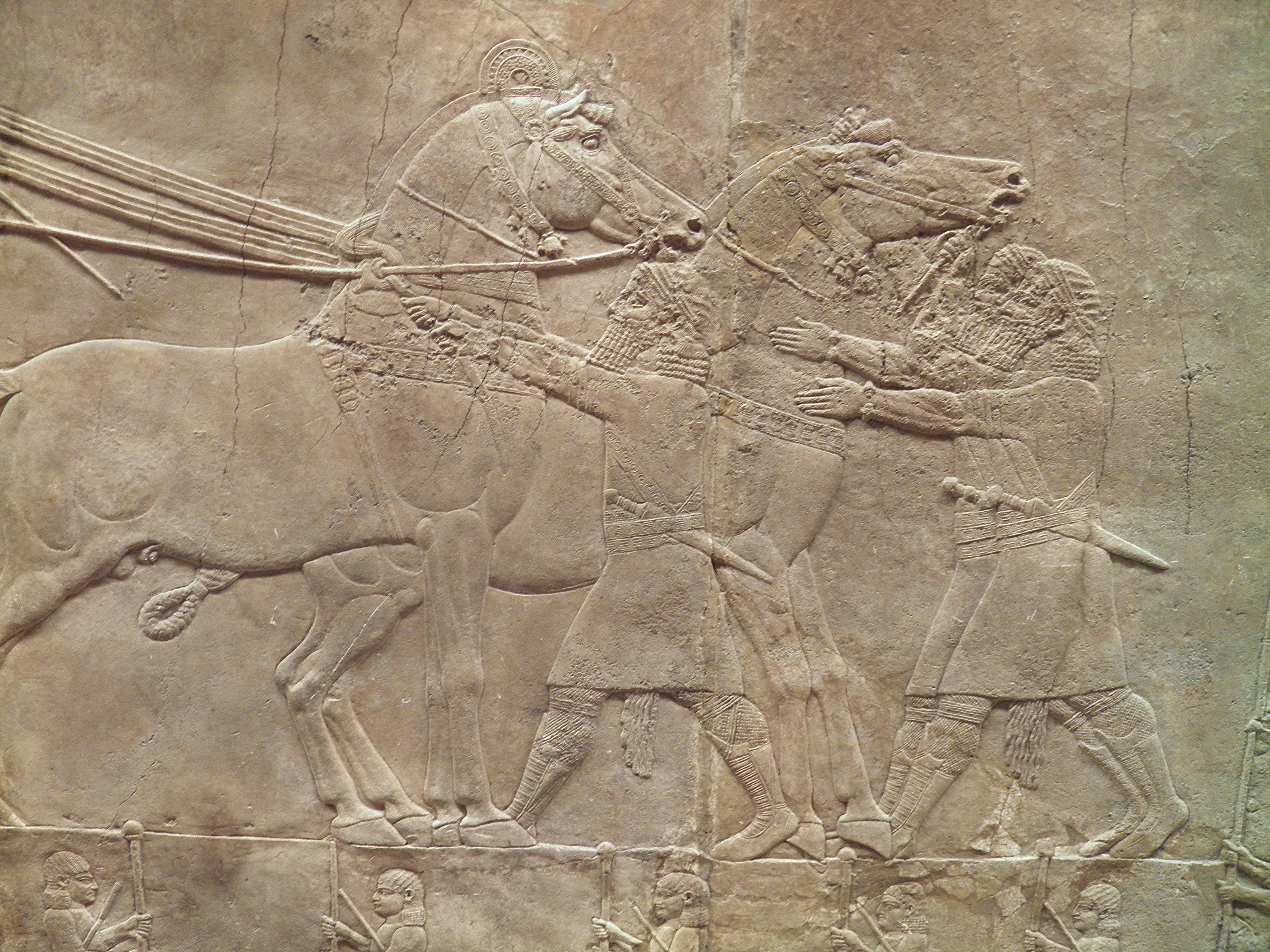
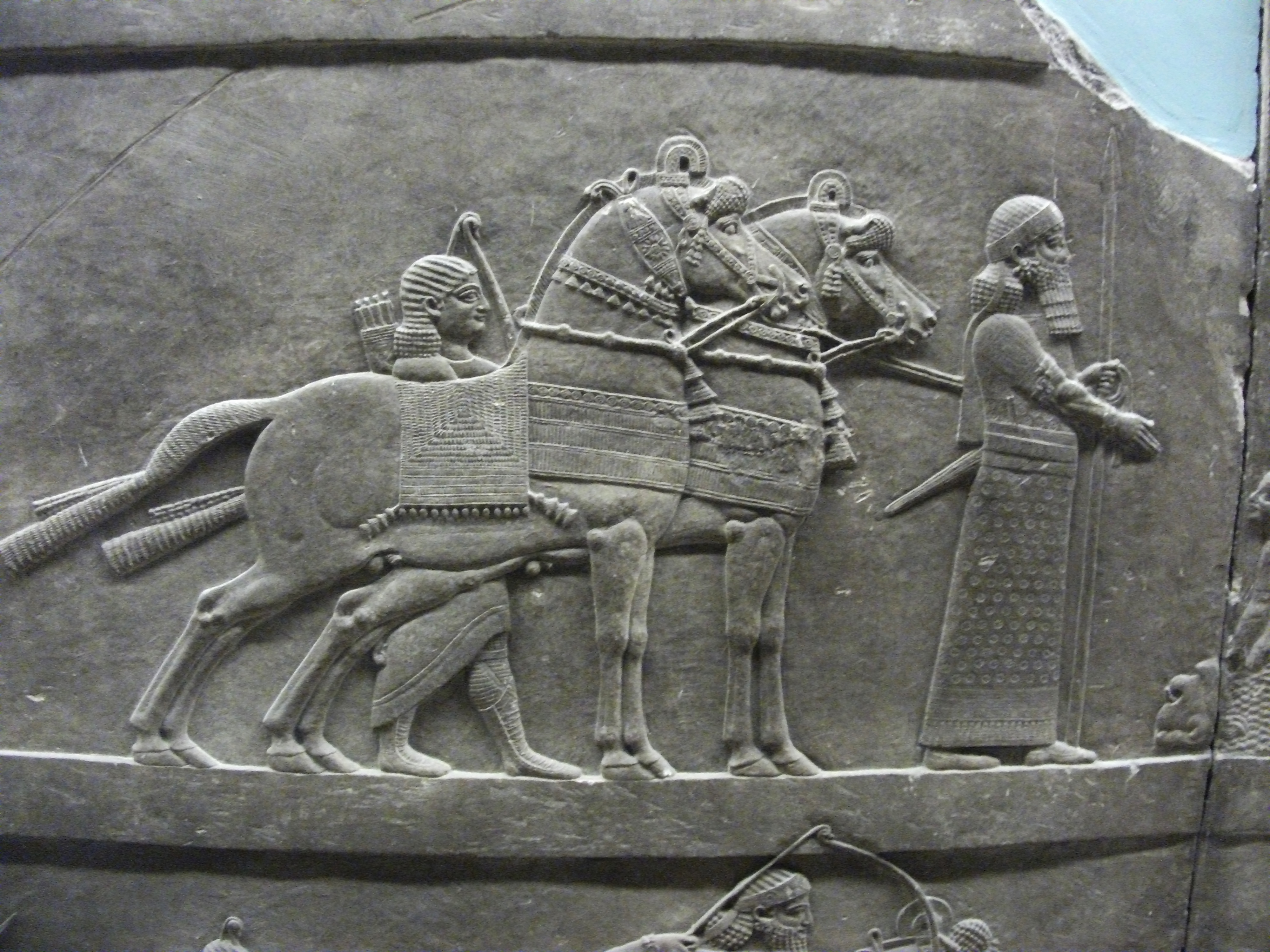
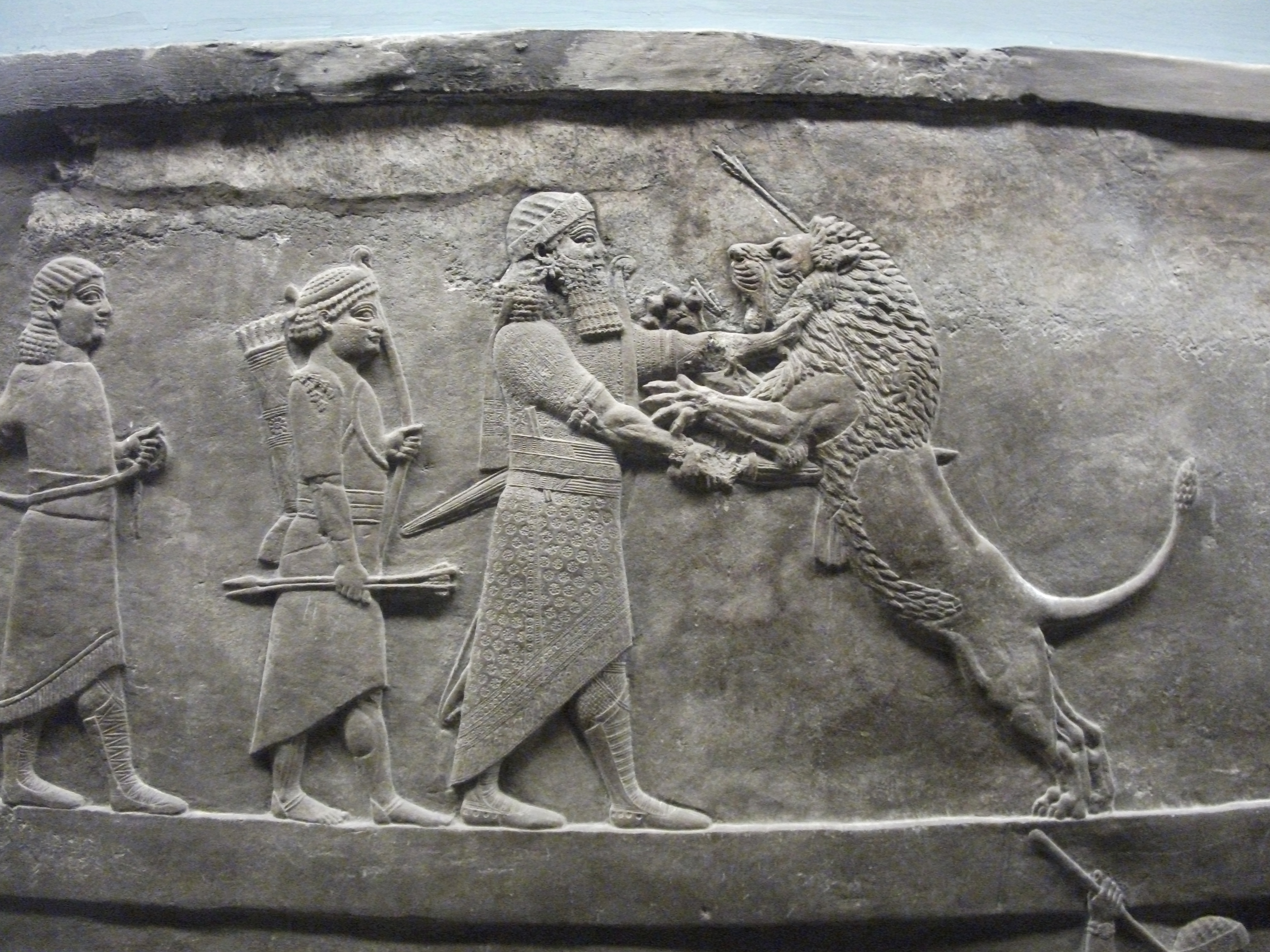
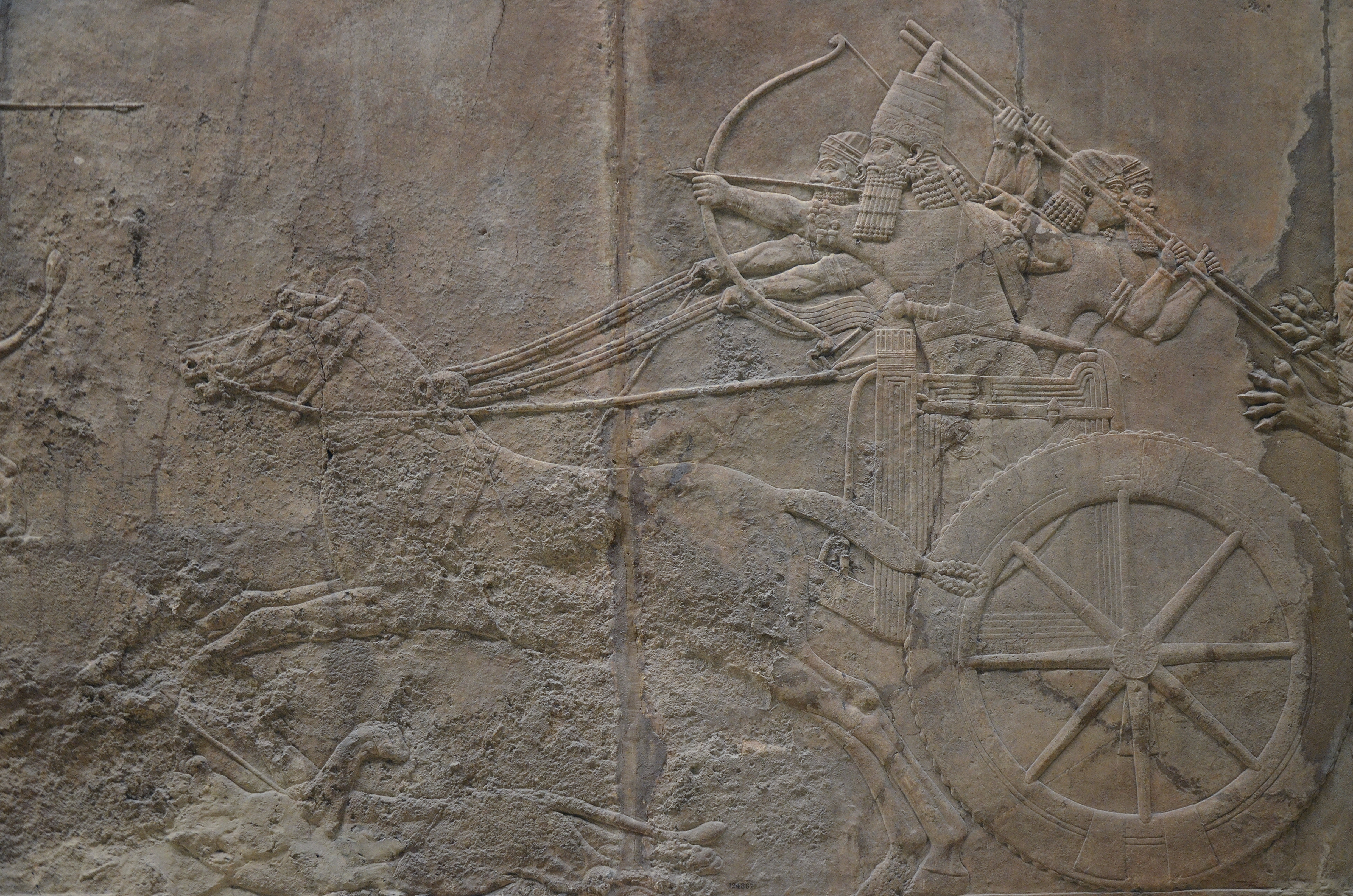
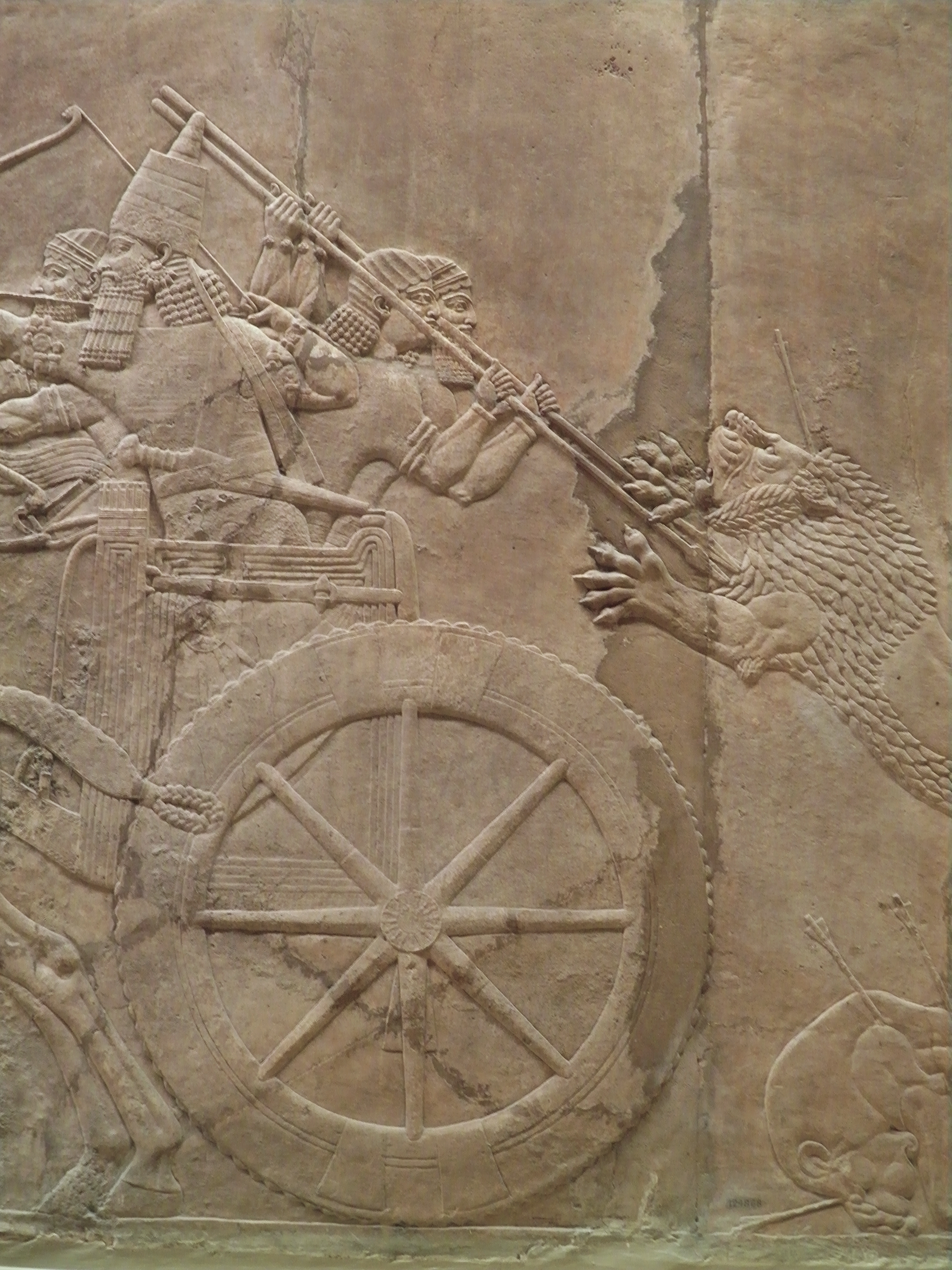